# ورزشگاه اوتکریتیه آرنا
ورزشگاه اوتکریتیه آرنا (روسی: «Открытие Арена»؛ IPA: [ɐtˈkrɨtʲɪjə ɐˈrʲenə]) یک ورزشگاه فوتبال در مسکو، روسیه است.
این ورزشگاه که در سال ۲۰۱۴ تأسیس شده دارای ۴۵٬۳۶۰ نفر ظرفیت می‌باشد و یکی از ورزشگاه‌های مورد استفاده در جام جهانی فوتبال ۲۰۱۸ می‌باشد.

## نگارخانه

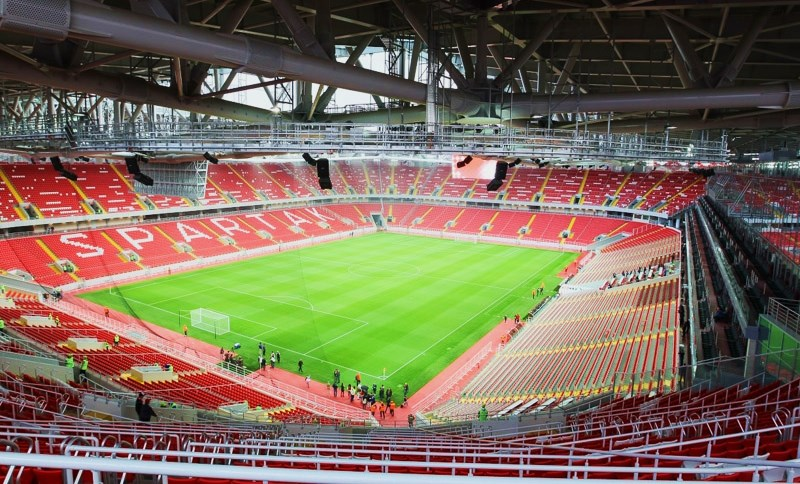
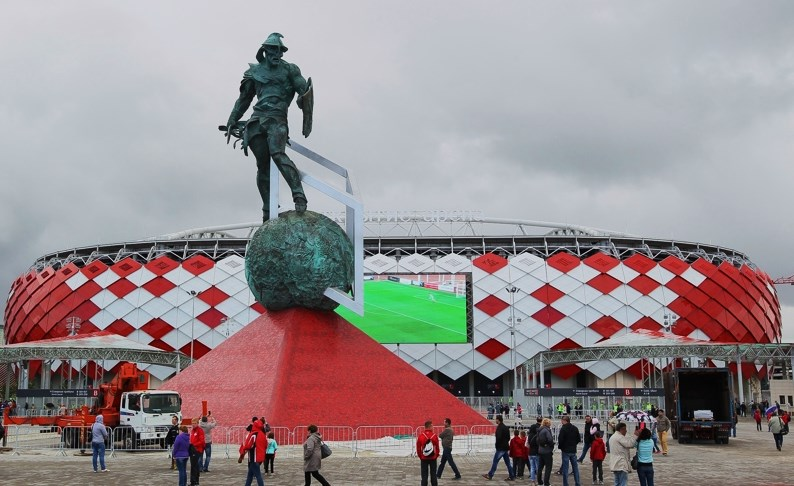
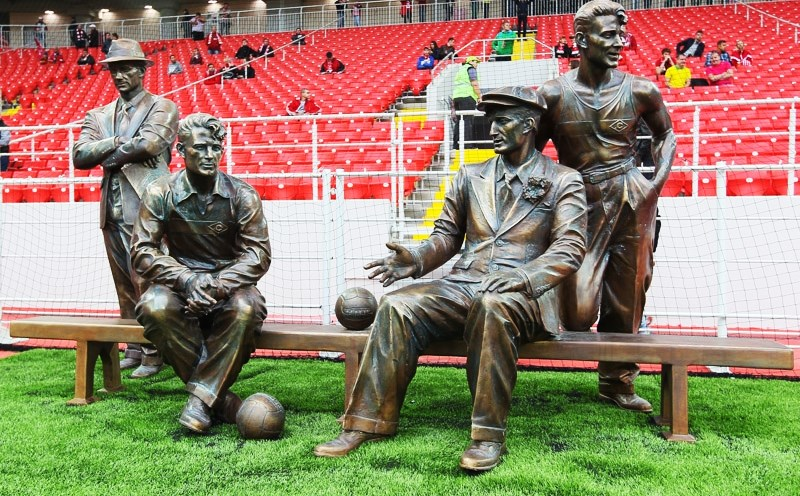